# Kristus (statue)
Kristus er en statue af Jesu opstandelse fra det 19. århundrede i Carrara-marmor af Bertel Thorvaldsen. Den var oprindelig bestilt af Slotsbygningskommissionen til at stå i Slotskirken ved Christiansborg Slot, men senere – mens Thorvaldsen var i København i 1819-20 – blev det besluttet, at den i stedet skulle stå i apsis, den østligste ende, af Vor Frue Kirke ved højalteret. I det 20. århundrede blev billeder og kopier af statuen antaget af lederne af Jesu Kristi Kirke af Sidste Dages Hellige i Kirkens lærdomme for at understrege Jesu Kristi centralitet i kirkens lære. Også Carl Blochs malerier af Frelseren og hans liv er verdenskendte af Sidste Dages Hellige.  I 2020 blev Kristus statuen også en del af kirkens opdaterede symbol.

## Original skulptur
Thorvaldsen blev bedt om at fremstille statuer af Jesus og apostlene til Vor Frue Kirke i København. Jesu statuen blev færdiggjort i 1821. Kristus var ikke kendt uden for Danmark indtil 1896, da en amerikansk lærebogsforfatter skrev, at statuen blev betragtet som "den mest perfekte statue af Kristus i verden." Statuen er 345 centimeter høj. Påskriften i bunden af skulpturen er "Kommer til mig" med en henvisning til bibelverset fra Matthæusevangeliet:

## Replikaer og parafraser

### Danmark
- Sønder Højrup Kirke
- Samuels Kirke
- Blære Kirke
- Giver Kirke
- Hammer Kirke
- Hemmed Kirke
- Hjulby Kirke
- Sankt Mikaels Kirke
- Store Ajstrup Kirke
- Sdr. Nærå Valgmenighedskirke

### Udlandet
- Friedenskirche, Potsdam
- Erlöserkirche, Bad Kissingen
- Aust Agder Kulturhistoriske Senter, Norge
- Wawelkatedralen, Polen
- Dimbo-Ottravads Kirke, Sverige
- Varvs Kirke, Sverige
- Temple Square, Salt Lake City, Utah, USA
- Bethania Lutheran Church, Solvang, Californien, USA
- Oakland California Temple, Californien, USA
- Bydgoszcz, Polen
- Szczecin, Polen